# Beatlemania (Magazin)
Beatlemania war ein deutschsprachiges Magazin, das von 1982 bis 2010 erschien. Zusammengetragene Information (Berichte, Recherchen, Neuigkeiten, Reviews, Interviews u. v. m.) über die britische Band The Beatles, deren einzelne Mitglieder – Paul McCartney, Ringo Starr, George Harrison und John Lennon – und alles, was Bezug zu der Gruppe hatte, bildete den Inhalt. Die Herausgeber Hartmut und Evelyn Schwarz betrieben das Magazin nebenberuflich als Hobby.

## Geschichte
Das Magazin entstand zunächst in Form eines Informationsblattes im Sommer 1982 in Berga/Elster im DDR-Bezirk Gera (Thüringen). 
In den öffentlich zugänglichen Medien der DDR gab es einen Mangel an Information zum Thema Beatles. Daher fand ein reger Informationsaustausch in privaten Fankreisen statt. Dieses gesammelte Wissen konzentrierte Beatlesfan Hartmut Schwarz 1982 in seiner Freizeit in einem Newsletter, der an Interessierte verschickt wurde. 
Die ersten Ausgaben unter der Überschrift „Beatlemania“ waren – auf einer Schreibmaschine selbstgeschriebene – Informationsschreiben, anfangs jeweils nur ein bis zwei DIN-A4-Blätter, die unregelmäßig verschickt wurden. Später fand ein Wechsel zur DIN-A5-Heftform statt, diese Ausgaben wurden damals illegal in Volkseigenen Betrieben mittels Thermokopierverfahren vervielfältigt und anschließend verbreitet. Zur selben Zeit begann Beatlesfan und Tauschpartnerin Evelyn Rabe (später: Schwarz) mitzuagieren. 1984 erschienen die Hefte als Xerox-Kopien weiterhin illegal, da man staatlicherseits keine Druckerlaubnis bekam. Zwei Jahre später siedelten die Herausgeber ins thüringische Erfurt um.
Erst als die Mauer fiel, gab es eine offizielle Druckerlaubnis für das Heft. Ausgabe BM #36 erschien dann bereits im Offsetdruckverfahren, spätere Ausgaben erschienen im Digitaldruck. Ab 1990 bis 2006 wurden sechs Ausgaben pro Jahr herausgegeben im eigens dafür gegründeten Verlag BM Publications. 2007/2008 war die Erscheinungsweise des Heftes viermal pro Jahr und 2009/2010 erschien jeweils nur eine Ausgabe im Jahr. 
Mit dem Heft BM #145 wurde im September 2010 das Magazin in gedruckter Form eingestellt. Das Magazin existierte daraufhin Online auf Beatlemania.de bis 2021.